# Захла
 Тази статия е за града в Ливан.  За района вижте Бишари (район).  
Захла (на арабски زحلة) е град в Централен Ливан. Разположен е в долината Бекаа на 37 км от столицата Бейрут и на около 15 км от границата със Сирия.
Захла е най-големият християнски град в Близкия изток. Населението му нараства с бързи темпове, като през 1998 г. е било 45 000 жители, а през 2005 г. е между 150 000 и 200 000 жители.
Основни отрасли в икономиката му са текстилната и хранително-вкусовата промишленост. Той е лозарски район и планински курорт. Градът е транспортен възел, има железопътна гара по линията между Бейрут и Дамаск.

## Побратимени градове
- Забже, Полша